# Rudi Faßnacht
Rudolf „Rudi“ Faßnacht (* 28. Dezember 1934 in Neu-Ulm; † 25. Juli 2000 in Gonesse) war ein deutscher Fußballspieler und -trainer.

## Leben und Karriere

### Spieler
Als Fußballspieler war Rudi Faßnacht beim VfB Stuttgart, der TSG Ulm 46, bei FC Bayern Hof (2. Liga Süd 1955/56), bei Bayer 04 Leverkusen 1956/57 in der 2. Liga West aktiv, wo er an der Seite von Stürmer Udo Lattek in fünf Ligaeinsätzen einen Treffer für Bayer beim Erreichen des 4. Platzes erzielte. Von 1957 bis 1959 versuchte er sich in der Fußball-Oberliga Nord bei Hannover 96. Unter dem neuen Trainer Kuno Klötzer absolvierte er neun Ligaspiele und erzielte dabei drei Treffer. Hannover belegte den 10. Rang. In seinem zweiten Jahr bei Sechsundneunzig, 1958/59, wurde er von Klötzer-Nachfolger Fritz Silken nur noch in sechs Ligaspielen zum Einsatz gebracht. Die neuen Stürmer Walter Gawletta und Gerhard Gollnow waren an ihm vorbei gezogen. 

### Trainer
Unter Lehrgangsleiter Hennes Weisweiler hatte Faßnacht 1966 mit Lehrgangskollegen wie Rolf Herings, Bernd Hoss, Klaus Ochs, Carl-Heinz Rühl, Jürgen Sundermann, Dietrich Weise und Branko Zebec erfolgreich die Ausbildung an der Deutschen Sporthochschule Köln zum Fußball-Lehrer durchlaufen.
Die ersten Erfahrungen als Trainer sammelte Faßnacht im Amateurbereich beim FV Ebingen und VfR Schwenningen, ehe er von 1966 bis 1968 als erst 31-jähriger Trainernovize den ersten Vertrag in der Zweitklassigkeit bei Holstein Kiel in der Fußball-Regionalliga Nord unterschreiben konnte. Vorgänger Hellmut Meidt hatte aus privaten Gründen nach 20 Spieltagen in der Saison 1965/66 um eine Beendigung des Vertragsverhältnisses gebeten. Mit 43:21 Punkten belegte die „Störche“ am Rundenende, punktgleich mit Vizemeister Göttingen 05 und einen Punkt hinter Meister FC St. Pauli, den 3. Rang. In seinem ersten vollen Trainerjahr bei Holstein, 1966/67, wurde wiederum punktgleich mit Göttingen der 3. Rang erreicht. Die Runde 1967/68 endete auf dem 8. Rang und Faßnacht nahm das Angebot des FC 08 Villingen aus der Fußball-Regionalliga Süd an. Zwei Runden betreute er im Schwarzwald das Team vom Stadion am Friedengrund. Mit Spielern wie Karl Armbrust, Klaus Bockisch und Gerd Klier belegte er 1969 den 13. Rang. Im zweiten Jahr, 1969/70, gelang die Verbesserung auf den 9. Rang. Jetzt waren auch noch Spieler wie Rainer Eisenhardt, Walter Hohnhausen und Heinz Schrodt zu den Schwarz-Weißen gekommen.  
Von 1970 bis 1973 war er Trainer des MSV Duisburg, nachdem er zuvor in der Regionalliga Nord und Regionalliga Süd auf sich aufmerksam gemacht hatte. Faßnacht trat beim MSV die Nachfolge von Robert Gebhardt an und verkörperte den modernen, dynamischen Trainertyp. Unter den ersten Neuzugängen auf Spielerseite befand sich auch Bernard Dietz vom SV Bockum-Hövel. Aber auch Torhüter Volker Danner, Georg Damjanoff und Gerd Kentschke zeigten sich den Anforderungen der Bundesliga gewachsen. In der Rückrunde entwickelte sich Rainer Budde zum Torjäger, der siebte Rang am Ende der Saison war ein Erfolg, nachdem die Zebras im Vorjahr dem Abstieg nur knapp entronnen waren. Am letzten Spieltag empfing der MSV den Titelverteidiger FC Bayern München, der punktgleich mit Borussia Mönchengladbach die Tabelle anführten. Zwei Tore von Budde im ausverkauften Wedaustadion entschieden das Spiel und die Meisterschaft. Der Einstand von Trainer Faßnacht in die Bundesliga war geglückt.
In der Serie 1971/72 debütierte unter Faßnacht das große Offensivtalent Ronald Worm beim MSV, aber in der Tabelle ging es abwärts auf den 14. Rang. In seinem dritten MSV-Jahr erreichte Faßnacht mit den „Zebras“ zwar den 10. Rang, aber mit der Angriffsreihe Rudolf Seliger, Klaus Wunder und Worm, war das trotzdem nicht das erhoffte Abschneiden. 
Am 19. Oktober 1973 trat er nach der 1:3-Niederlage im Heimspiel gegen den SC Fortuna Köln, mit 6:18 Punkten auf dem 18. Rang rangierend, selbst von seinem Amt zurück – damals in der Bundesliga ein Novum. In den drei Spielzeiten zuvor hatte der MSV unter seiner Regie die Plätze 7, 14 und 10 belegt. Die Nachfolge beim Tabellenletzten trat sein Assistent Willibert Kremer an.
1974 sollte Faßnacht Trainer von Eintracht Braunschweig werden, wurde aber wegen Alkoholproblemen bereits vor Antritt seines Dienstes suspendiert. Er trainierte danach in der 2. Bundesliga noch die Vereine VfR Heilbronn (11/1974 bis 6/1975), Preußen Münster (9/1975 bis 2/1977 und 1/1981 bis 6/1981), Tennis Borussia Berlin (7/1977 bis 12/1977) und SC Fortuna Köln von Januar 1978 bis Dezember 1979, wo er die Nachfolge von Ernst-Günter Habig antrat und am Ende von Fortuna-Präsident Hans Löring in Person abgelöst wurde. Mit Münster belegte Faßnacht 1975/76 den 3. Rang und scheiterte nur knapp am Aufstieg in die Bundesliga. Spieler Hans-Werner Moors meinte zu dieser Saison: „Es wäre mehr drin gewesen, hätte Faßnacht die Mannschaft nicht kaputttrainiert. Bitten der Spieler, das Training gegen Saisonende doch stärker zu dosieren, wären beim 'Schleifer' auf taube Ohren gestoßen. Mit seinen harten Trainingseinheiten wollte Faßnacht das Stehvermögen der Mannschaft für das Saisonfinale stärken, bewirkte aber genau das Gegenteil. Die Mannschaft war so platt, dass sie keine taktische Disziplin mehr einhalten konnte.“
Er betrieb auch einige Einzelhandelsgeschäfte in der Region in und um Köln. 
Zusammen mit seiner Frau Sigrid kam er am 25. Juli 2000 beim Absturz der Concorde bei Paris ums Leben.